# Dallas Bixler
Dallas Denver Bixler (ur. 17 lutego 1910 w Hutchinson, zm. 13 sierpnia 1990 w Buena Park) – amerykański gimnastyk, medalista olimpijski z Los Angeles.